# 제노바 포위전 (1800년)
제노바 포위전(1800년 4월 6일-6월 4일)은 앙드레 마세나 장군 휘하의 프랑스군이
오스트리아군을 견제해 나폴레옹의 군대가 마렝고 전투를 승리로 이끌었다.

## 전투의 배경
이전에 마세나 장군은 제2차 취리히 전투에서 러시아와 오스트리아 동맹군을
격파했다. 이에 불구하고 전쟁은 끝나지 않았다 그리고 나폴레옹 장군이 프랑스의 승리 전망을 개선하기 위해,
이집트에서 돌아와 자신을 프랑스 공화국의 제1통령으로 선포하였다.
그러나 나폴레옹은 다른 부대를 이끌고 이탈리아로 갈 시간이 필요했다, 그래서 그는 마세나 장군에게
자신이 도착하기 전까지 니스와 제노바를 모든 비용을 들여서 지키라 명령했다.

## 시작
이탈리아 안에는 60,000명의 프랑스군이 있었으나, 질병,전투 등으로 인해 제대로 싸울 수 있는 병력은
36,000명뿐이었다. 이에 반에 오스트리아군 지휘관 멜라스는 120,000명의 병력을 가지고 투입할 수 있었다.
이전에 첫 교전에 용맹한 지휘관 쉬세 장군과 술트의 프랑스군은 곧 4월 6일에 제노바에
같혔고, 영국 함대는 바다를 봉쇄하였다. 그럼에도 불구하고 프랑스군의 사기대로 마세나는 제노바를
사수하기로 결심했다.

## 전투의 여파
마세나가 도시를 잃었지만, 마세나는 나폴레옹의 마렝고 전투의 귀중한시간을 이끌었다. 많은 포위전과
마찬가지로 프랑스군은 적에 의하거나, 아니면 굶주림에 의해 사상자가 나왔다. 이 승리 또한 마세나에 대한
명성에 추가 되었다.